# Georg Müller-Christ
Georg Müller-Christ (* 1963 in Köln) ist ein deutscher Wirtschaftswissenschaftler.

## Leben
Nach der Schulausbildung in Emmerich war Müller-Christ von 1982 bis 1986 Fernmelde-Sprachaufklärer für Russisch bei der Bundeswehr.
Von 1986 bis 1991 studierte er Betriebswirtschaftslehre an Universität Bayreuth (Diplom-Kaufmann). Danach war er wissenschaftlicher Mitarbeiter am Lehrstuhl für Organisations- und Managementlehre von Andreas Remer. 1995 wurde er mit der Dissertation Wirtschaft und Naturschutz – von der technologischen zur humanorientierten Problemsicht promoviert. Von 1996 bis 2001 war er Geschäftsführer der Interdisziplinären Forschungsstelle Umweltmanagement der Universität Bayreuth. 2000 folgte die Habilitation mit der Arbeit Wirtschaftsökologie – Theoretische Grundlagen und praktische Implikationen für ein nachhaltiges Ressourcenmanagement.
2001 wurde er Professor für Wirtschaftswissenschaft der Universität Bremen. Seit 2001 ist er Mitglied des dortigen Forschungszentrums Nachhaltigkeit. Von 2009 bis 2011 war er Konrektor für Studium und Lehre.
2009 wurde er Sprecher der Arbeitsgruppe „Hochschulen und Nachhaltigkeit“ der UN-Dekade „Bildung für Nachhaltige Entwicklung“. Von 2010 bis 2012 war er Vorsitzender der Kommission „Nachhaltigkeitsmanagement“ im Verband der Hochschullehrer für Betriebswirtschaft. Außerdem ist er geschäftsführender Direktor der Virtuellen Akademie Nachhaltigkeit (VAN) sowie Vorsitzender der Deutsche Gesellschaft für Nachhaltigkeit an Hochschulen e.V. (DG HochN) und im Vorstand der Vereinigung für Ökologische Ökonomie.
Müller-Christ ist verheiratet und Vater von vier Kindern.

## Schriften (Auswahl)
- Umweltmanagement. Umweltschutz und nachhaltige Entwicklung (= Vahlens Handbücher der Wirtschafts- und Sozialwissenschaften). Vahlen, München 2001, ISBN 3-8006-2646-2.
- Nachhaltiges Ressourcenmanagement. Eine wirtschaftsökologische Fundierung (= Theorie der Unternehmung. Band 10). Metropolis Verlag, Marburg 2001, ISBN 3-89518-327-X.
- (Hrsg. mit Michael Hülsmann): Modernisierung des Managements. Festschrift für Andreas Remer zum 60. Geburtstag (= Gabler Edition Wissenschaft). Deutscher Universitäts-Verlag, Wiesbaden 2004, ISBN 3-8244-8114-6.
- mit Anna Katharina Liebscher: Nachhaltigkeit im Industrie- und Gewerbegebiet. Ideen zur Begleitung von Unternehmen in eine Ressourcengemeinschaft. Oekom Verlag, München 2010, ISBN 978-3-86581-209-4.
- Nachhaltiges Management. Einführung in Ressourcenorientierung und widersprüchliche Managementrationalitäten (= Nachhaltige Entwicklung. Band 1). Nomos, Baden-Baden 2010, ISBN 978-3-8329-5353-9.
- mit Annika Rehm: Corporate social responsibility as giving back to society? = Der Gabentausch als Ausweg aus der Verantwortungsfalle (= Nachhaltigkeit und Management. Band 7). Lit, Berlin u. a. 2010, ISBN 978-3-643-10459-5.
- Sustainable management. Coping with the dilemmas of resource-oriented management. Springer, Berlin u. a. 2011, ISBN 978-3-642-19164-0.
- (Hrsg. mit Anna Katharina Liebscher): 55 Gründe für mehr Nachhaltigkeit. Ein Projekt von Studierenden der Universität Bremen für eine Welt mit Zukunft. Nomos, Baden-Baden 2013, ISBN 978-3-8487-0945-8.
- mit Denis Pijetlovic: Komplexe Systeme lesen. Das Potential von Systemaufstellungen in Wissenschaft und Praxis. Springer Gabler, Berlin Heidelberg 2018, ISBN 978-3-662-56795-1.
- mit Bror Giesenbauer: Konturen eines integralen Nachhaltigkeitsmanagements. Nachhaltigkeit als exzellenten Managementansatz entwickeln. (Researchgate) 2019